# FEV Motorentechnik
FEV Europe GmbH (wcześniej FEV Motorentechnik GmbH – od Forschungsgesselschaft für Energietechnik und Verbrennungsmotoren) – przedsiębiorstwo badawczo-rozwojowe specjalizujące się w dziedzinie układów napędowych, a w szczególności silników spalinowych. Zostało założone przez prof. Franza Pischingera w 1978 roku w Akwizgranie (Niemcy).

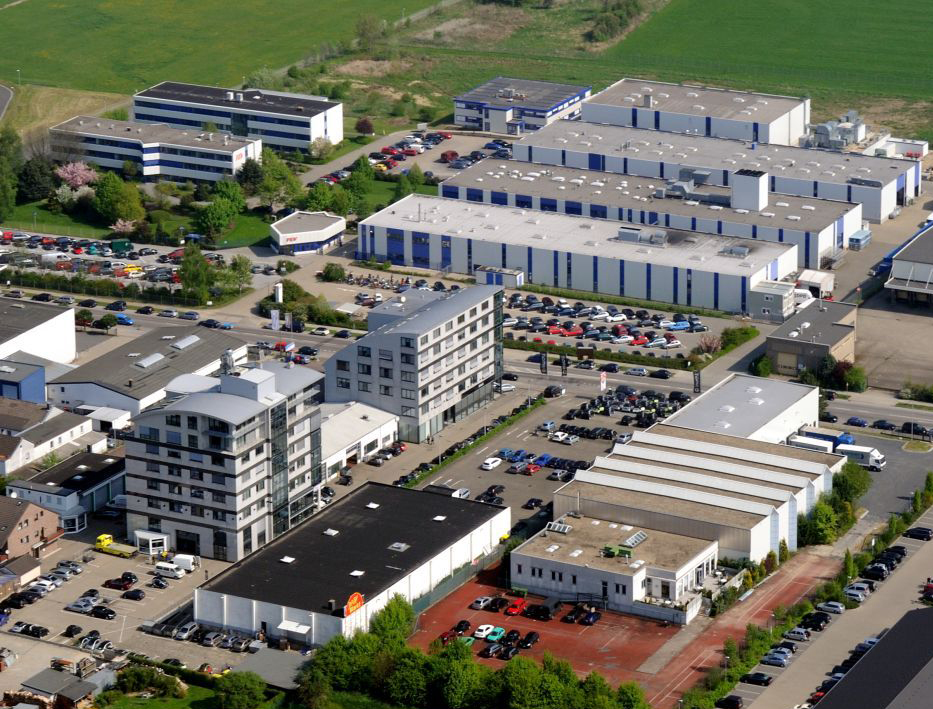
Siedziba przedsiębiorstwa

Frzedsiębiorstwo zatrudnia około 1700 pracowników na całym świecie w tym około 1300 w głównej siedzibie w Akwizgranie. Firma posiada swoje przedstawicielstwa w wielu krajach na całym świecie świadcząc swoje usługi producentom pojazdów, dostawcom podzespołów samochodowych oraz innym ośrodkom badawczo rozwojowym. Oprócz głównej siedziby w Akwizgranie firma posiada centra badawczo rozwojowe w Auburn Hills (USA), Dalian (Chiny) oraz w Krakowie (Polska). Głównym zakresem prac firmy sa badania, konstrukcja, prototypowanie i testowanie silnikow spalinowych, skrzyń biegów, a także alternatywnych układów napędowych.
FEV zajmuje się również badaniami samochodów i innych pojazdów w zakresie akustyki i emisji spalin. Badania te prowadzone są w ośrodku zlokalizowanym w mieście Alsdorf w pobliżu głównej siedziby.
FEV ściśle współpracuje z Instytutem VKA (Verbrennungskraftmaschinen Aachen) na uczelni technicznej RWTH Aachen, którego kierownikiem jest obecny prezes FEV Motorentechnik prof. Stefan Pischinger.
FEV posiada również dział Racing zajmujący się przygotowywaniem wyczynowych silników do samochodów wyścigowych w klasie turystycznej.

## Historia
- 1978 założenie FEV Motorentechnik GmbH przez prof. Franza Pischingera i dra Manfreda Schaffratha
- 1985 utworzenie centrum badawczego-rozwojowego w Auburn Hills (USA)
- 1986 rozbudowa stanowisk hamownianych
- 1990 otwarcie nowego kompleksu hamowni, laboratoriów oraz biur konstrukcyjnych w przemysłowej dzielnicy Akwizgranu (obecnie główna siedziba firmy)
- 1994 prototyp silnika z elektromechanicznym sterowaniem zaworów
- 1998 otwarcie ośrodka badawczego wraz z torem prób w Alsdorfie
- 1998 otwarcie filii w Pekinie
- 2002 prototyp silnika ze zmiennym stopniem sprężania
- 2003 przejęcie stanowiska prezesa przez syna prof. Franza Pischingera – prof. Stefana Pischingera
- 2003 otwarcie ośrodka rozwojowego w Krakowie (FEV Polska Sp.zo.o.)
- 2005 otwarcie centrum badawczo-rozwojowego w Dalian (Chiny)

## Zakres głównych prac
- projektowanie i badania silników spalinowych do samochodów osobowych, samochodów ciężarowych, pojazdów specjalnych, łodzi, okrętów, agregatów prądotwórczych itp.
- projektowanie i badania skrzyń biegów
- integracja i zabudowa układów napędowych w pojazdach
- obliczenia i testy wytrzymałościowe elementów układów napędowych
- projektowanie i badania hybrydowych układów napędowych
- badania systemów o alternatywnych źródłach napędu w tym układów z ogniwami paliwowymi
- badania akustyki i emisji spalin pojazdów
- projektowanie i produkcja urządzeń i aparatury badawczo-kontrolnej do testowania silników spalinowych w tym produkcja kompletnych hamowni silnikowych
- tworzenie oprogramowania sterującego urządzeniami i aparaturą hamowni silnikowych